# Luxemburgisch-niederländische Beziehungen
Die Luxemburgisch-niederländischen Beziehungen sind das zwischenstaatliche Verhältnis zwischen dem Großherzogtum Luxemburg und dem Königreich der Niederlande. Zwischen beiden Nachbarländern bestehen heute enge und freundschaftliche Beziehungen. Luxemburg und die Niederlande waren zwischen 1815 und 1890 durch eine Personalunion verbunden und teilten sich das selbst Staatsoberhaupt. Im 20. Jahrhundert wurden beide Länder Kerngebiete der europäischen Einigung und gehörten zu den Gründungsmitgliedern der Europäische Gemeinschaft für Kohle und Stahl, dem Vorläufer der späteren Europäische Union. 

## Geschichte

### Frühe Beziehungen
Luxemburg und das Gebiet der heutigen Niederlande standen im Spätmittelalter und der frühen Neuzeit häufig unter gemeinsamer Herrschaft. 1443 wurde das Herzogtum Luxemburg Teil der burgundischen Niederlande und teilte anschließend über Jahrhunderte das Schicksal der habsburgischen Niederlande. Nach der Loslösung der nördlichen Provinzen als unabhängigen Republik der Vereinigten Niederlande (1648) verblieb Luxemburg bei den Spanischen Niederlanden und später den Österreichischen Niederlanden. Aufgrund seiner strategischen Lage war Luxemburg in dieser Zeit stark befestigt („Gibraltar des Nordens“) und zwischen den Großmächten umkämpft. Während der Französischen Revolutionskriege wurde Luxemburg 1795 von Frankreich erobert und als Département Forêts in das französische Staatsgebiet eingegliedert. Nach dem Sturz Napoleons entschieden die Großmächte auf dem Wiener Kongress 1815, Luxemburg formal als eigenständiges Großherzogtum neu zu organisieren und in Personalunion dem neu geschaffenen Königreich der Vereinigten Niederlande zuzuweisen, welches die gesamte Region Benelux umfasste. Gleichzeitig trat Luxemburg auch dem Deutschen Bund bei und preußische Truppen wurden im Land stationiert.

### Niederländisch-luxemburgische Union
Auf dem Wiener Kongress 1815 wurde das Großherzogtum Luxemburg dem niederländischen König Wilhelm I. von Oranien-Nassau in Personalunion unterstellt. In den folgenden Jahren wurde Luxemburg zunächst weitgehend wie eine niederländische Provinz verwaltet; nach der belgischen Revolution von 1830 und der Teilung Luxemburgs im Londoner Vertrag von 1839 erhielt es jedoch eine eigene Verwaltung und eine Verfassung, blieb aber weiterhin dynastisch an die niederländische Krone gebunden. Wirtschaftlich orientierte sich das nun teilautonome Großherzogtum stärker Richtung Deutscher Bund: 1842 trat Luxemburg auf Betreiben von König Wilhelm II. dem Deutschen Zollverein bei. Mit dem Staatsstreich von 1856 in Luxemburg baute der niederländische König Wilhelm III. seine Macht in Luxemburg aus und machte Errungenschaften der liberalen Verfassung von 1848 zunichte. In den 1860er Jahren führte die sogenannte Luxemburgkrise fast zum Krieg, wurde aber durch den Londoner Konferenz von 1867 beigelegt: Luxemburgs immer noch umstrittener Status wurde durch die formelle Neutralisierung und die Schleifung der Festung Luxemburg gesichert. Mit dem Tod von Wilhelm III. im Jahr 1890 endete die Personalunion; Großherzog wurde nun Adolph von Nassau-Weilburg, womit Luxemburg eine eigene Dynastie erhielt.

### Weltkriege und Beziehungen nach 1945

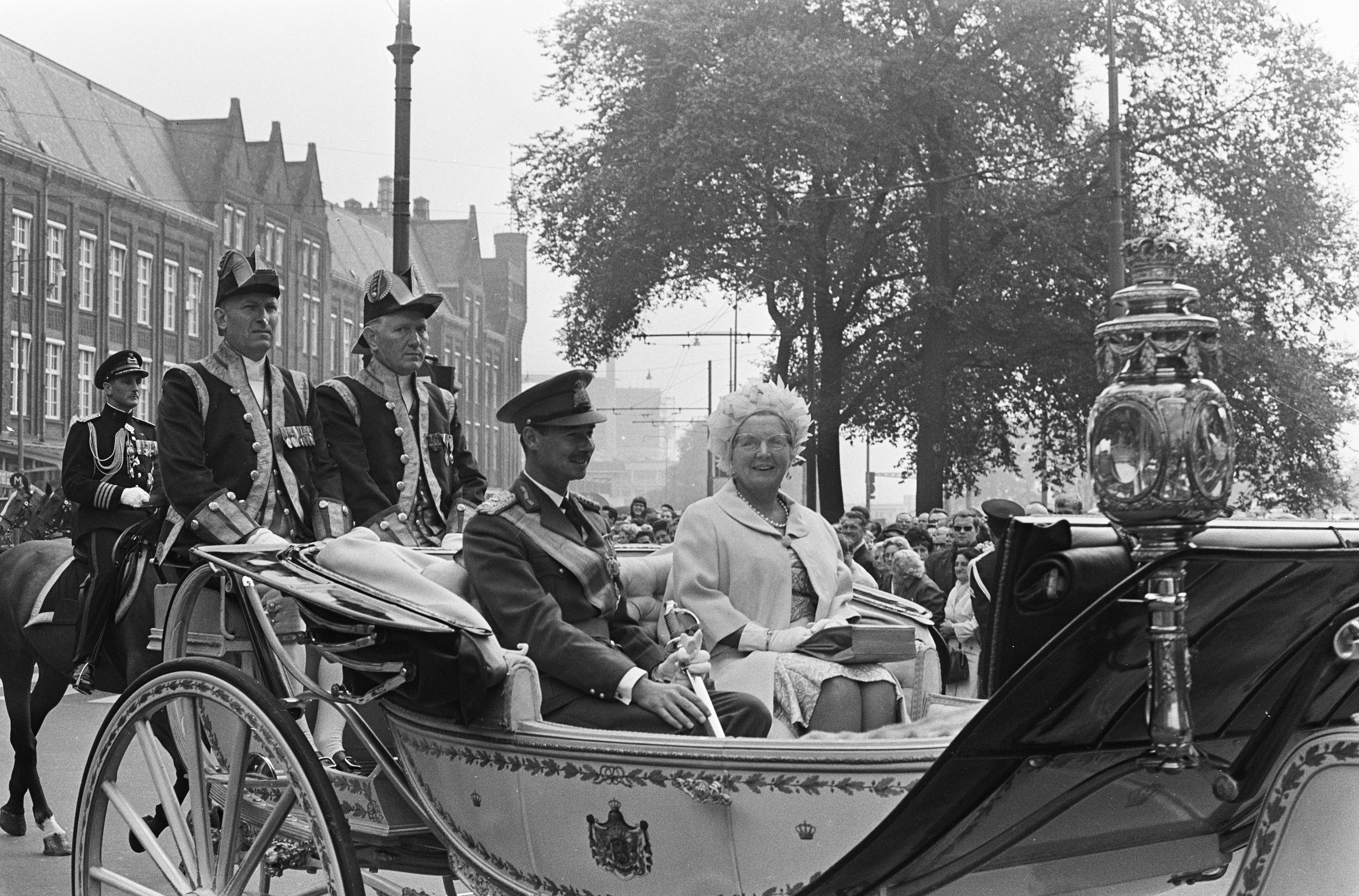
Großherzog Jean von Luxemburg mit der niederländischen Königin Juliana (1967)

Im Ersten Weltkrieg blieben die Niederlande neutral, während Luxemburg 1914 vom Deutschen Reich besetzt wurde und trotz luxemburgischer Proteste bis Kriegsende unter deutscher Kontrolle blieb. Im Zweiten Weltkrieg wurden beide Länder am 10. Mai 1940 von der deutschen Wehrmacht überfallen und besetzt. Die gemeinsame Kriegserfahrung förderte danach den Willen beider Staaten zur Zusammenarbeit: Bereits 1944 unterzeichneten die Exilregierungen Luxemburgs, der Niederlande und Belgiens in London eine Konvention über die Schaffung einer Zollunion (Benelux), die 1948 in Kraft trat. Luxemburg und die Niederlande gehörten 1957 zu den sechs Gründungsmitgliedern der Europäische Gemeinschaft für Kohle und Stahl und beteiligten sich auch an der Gründung der NATO (1949) sowie weiterer internationaler Organisationen der Nachkriegszeit. Durch den Benelux-Vertrag wurde 1960 eine vollständige Wirtschaftsunion zwischen den drei Benelux-Staaten geschaffen. Diese enge trilaterale Kooperation erwies sich als Vorreiter der europäischen Einigung – Errungenschaften wie die Freizügigkeit (Schengener Abkommen) und der gemeinsame Binnenmarkt wurden zunächst im Benelux-Rahmen erprobt und später in der Europäischen Gemeinschaft umgesetzt. Seit 1993 sind beide Länder Mitglieder der Europäischen Union und beide führten 2002 den Euro als Währung ein. Bis heute stimmen beide Länder ihre Politik eng aufeinander ab und gelten als verlässliche Partner innerhalb der EU und der NATO.

## Wirtschaftsbeziehungen
Die wirtschaftlichen Beziehungen zwischen Luxemburg und den Niederlanden sind traditionell eng und profitieren von offenen Grenzen im Benelux-Raum sowie dem gemeinsamen EU-Binnenmarkt. Die Niederlande zählen zu den wichtigsten Handelspartnern des Großherzogtums: 2022 rangierten sie sowohl bei den luxemburgischen Exportmärkten als auch bei den Bezugsquellen für Importe an vierter Stelle. Insgesamt bewegt sich das bilaterale Handelsvolumen im Milliardenbereich – allein 2023 exportierte die Niederlande Waren im Wert von rund 2,4 Milliarden € nach Luxemburg. Beide Länder sind Gründungsmitglieder der Eurozone, wodurch Währungsrisiken im gegenseitigen Handel entfallen. Zudem gelten die Niederlande und Luxemburg als attraktive Wirtschaftsstandorte und wichtige Drehscheiben für internationale Investitionen in Europa.

## Kulturbeziehungen
Die historischen Verbindungen zwischen Luxemburg und den Niederlanden spiegeln sich auch in den Kulturbeziehungen wider. Vielen Luxemburgern sind die dynastischen Bande zum Haus Oranien-Nassau, aus dem beide Herrscherhäuser abstammen, bewusst. Es besteht ein reger Austausch zwischen den Bevölkerungen: Viele Luxemburger reisen regelmäßig in die Niederlande – etwa nach Amsterdam, Maastricht oder an die Küste Zeelands – und umgekehrt existiert eine aktive niederländische Gemeinschaft in Luxemburg. Beide Staaten fördern zudem den Bildungs- und Jugendaustausch; so absolvieren zahlreiche luxemburgische Studierende ihre Hochschulausbildung in den Niederlanden. Auch in Kunst und Literatur gibt es vielfältige Berührungspunkte, etwa durch niederländische Übersetzungen luxemburgischer Werke und kulturelle Veranstaltungen (z. B. Dichtertreffen in Bad Mondorf). Regelmäßige offizielle Besuche auf höchster Ebene und gemeinsame Initiativen im Rahmen der Benelux-Zusammenarbeit unterstreichen die anhaltend engen Kulturbeziehungen beider Länder.

## Diplomatische Vertretungen
- Die Niederlande hat eine Botschaft in Luxemburg-Stadt.
- Luxemburg hat eine Botschaft in Den Haag.

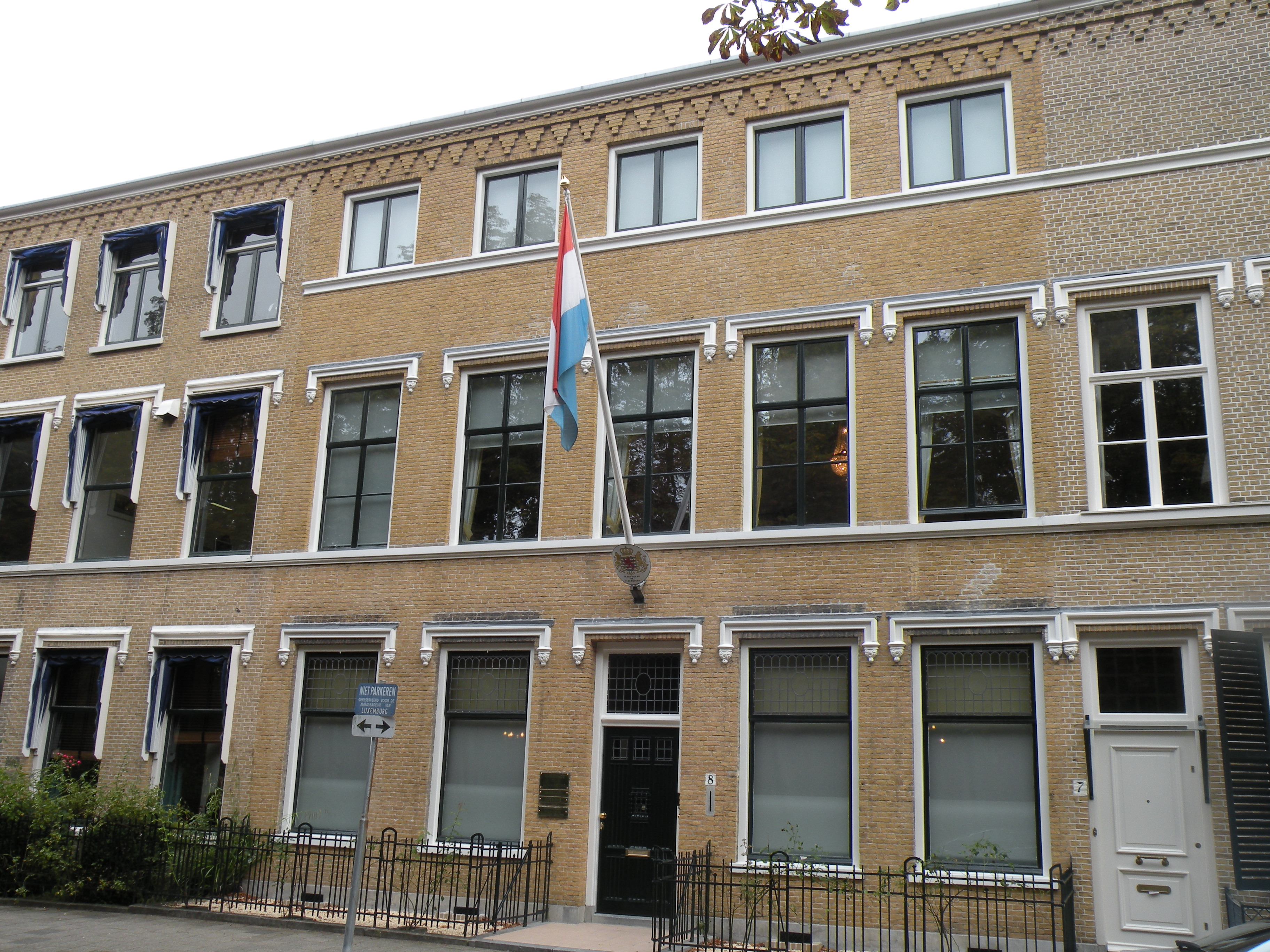
Luxemburgische Botschaft in Den Haag
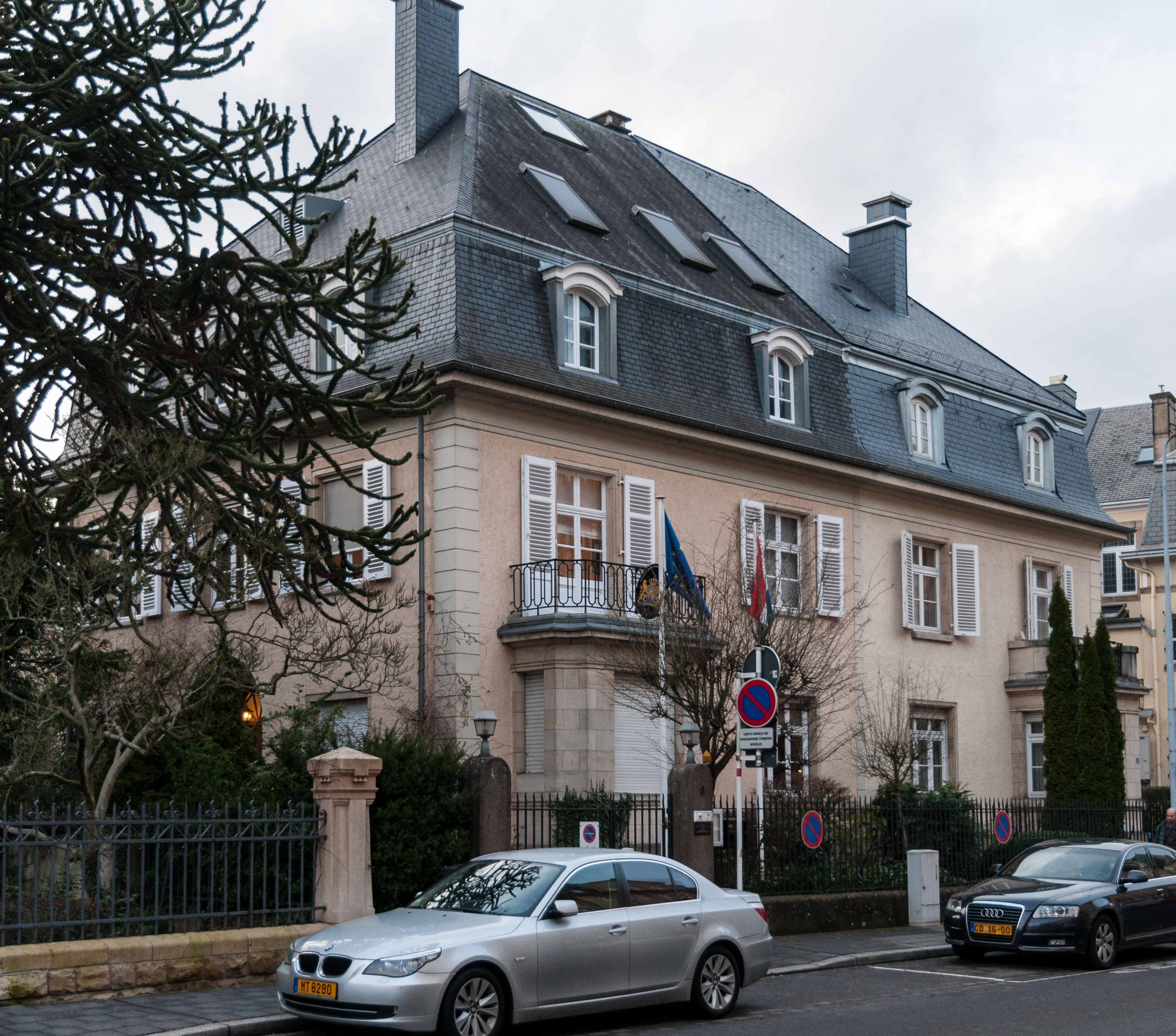
Botschaft der Niederlande in Luxemburg